# Danh sách cầu thủ tham dự giải vô địch bóng đá Nam Á 2011
Đây là các đội hình tham dự Giải vô địch bóng đá Nam Á 2011, tổ chức bởi Ấn Độ, diễn ra từ ngày 1 đến 12 tháng 12 năm 2011. Số trận, câu lạc bộ và tuổi của cầu thủ được tính đến 2 tháng 12 năm 2011 – ngày khai mạc giải đấu.

## Bảng A

### Afghanistan
Huấn luyện viên:  Mohammad Yousef Kargar
| Số | Vt | Cầu thủ | Ngày sinh (tuổi) | Số trận | Câu lạc bộ |
| -- | -- | ------- | ---------------- | ------- | ---------- |

### Ấn Độ
Huấn luyện viên:  Savio Medeira
| Số | Vt | Cầu thủ                 | Ngày sinh (tuổi)            | Số trận | Câu lạc bộ         |
| -- | -- | ----------------------- | --------------------------- | ------- | ------------------ |
| 21 | TM | Subhasish Roy Chowdhury | 24 tháng 12, 1985 (25 tuổi) | 2       | Dempo SC           |
| 1  | TM | Karanjit Singh          | 3 tháng 1, 1986 (25 tuổi)   | 2       | Salgaocar SC       |
| 30 | TM | Gurpreet Singh Sandhu   | 3 tháng 2, 1992 (19 tuổi)   | 1       | East Bengal        |
| 14 | HV | Mahesh Gawli            | 23 tháng 1, 1980 (31 tuổi)  | 56      | Dempo              |
| 19 | HV | Gouramangi Singh        | 25 tháng 1, 1986 (25 tuổi)  | 43      | Churchill Brothers |
| 16 | HV | Samir Subash Naik       | 8 tháng 8, 1979 (32 tuổi)   | 34      | Dempo SC           |
| 2  | HV | Moirangthem Govin Singh | 15 tháng 6, 1988 (22 tuổi)  | 2       | United Sikkim FC   |
| 4  | HV | Nirmal Chettri          | 3 tháng 8, 1990 (21 tuổi)   | 0       | East Bengal        |
| 22 | HV | Syed Rahim Nabi         | 12 tháng 12, 1985 (26 tuổi) | 34      | Mohun Bagan A.C.   |
| 8  | TV | Climax Lawrence         | 21 tháng 3, 1979 (31 tuổi)  | 63      | Dempo SC           |
| 23 | TV | Steven Dias             | 25 tháng 12, 1983 (28 tuổi) | 43      | Churchill Brothers |
| 15 | TV | Clifford Miranda        | 25 tháng 1, 1982 (29 tuổi)  | 23      | Dempo              |
| 12 | TV | Anthony Pereira         | 8 tháng 8, 1982 (28 tuổi)   | 13      | Dempo              |
| 28 | TV | Jewel Raja Shaikh       | 2 tháng 3, 1990 (20 tuổi)   | 7       | Mohun Bagan A.C.   |
| 20 | TV | Lalrindika Ralte        | 10 tháng 6, 1992 (19 tuổi)  | 5       | Churchill Brothers |
| 25 | TV | Rocus Lamare            | 11 tháng 7, 1986 (25 tuổi)  | 4       | Salgaocar SC       |
| 11 | TĐ | Sunil Chhetri           | 8 tháng 3, 1984 (27 tuổi)   | 49      | Mohun Bagan A.C.   |
| 18 | TĐ | Sushil Kumar Singh      | 4 tháng 1, 1989 (22 tuổi)   | 14      | United Sikkim FC   |
| 10 | TĐ | Jeje Lalpekhlua         | 7 tháng 1, 1991 (20 tuổi)   | 10      | Pune FC            |
| 9  | TĐ | Joaquim Abranches       | 28 tháng 10, 1985 (26 tuổi) | 2       | Dempo              |

### Sri Lanka
Huấn luyện viên:  Jang Jung
| Số | Vt | Cầu thủ | Ngày sinh (tuổi) | Số trận | Câu lạc bộ |
| -- | -- | ------- | ---------------- | ------- | ---------- |

### Bhutan
Huấn luyện viên:  Hiroaki Matsuyama
| Số | Vt | Cầu thủ | Ngày sinh (tuổi) | Số trận | Câu lạc bộ |
| -- | -- | ------- | ---------------- | ------- | ---------- |

## Bảng B

### Bangladesh
Huấn luyện viên:  Nikola Ilievski
| 22 | TM | Biplob Bhattacharjee       | ngày 7 tháng 1 năm 1981 (Age 30)   |  | Abahani Limited Dhaka |  |  |  |
| 1  | TM | Mamun Khan                 | ngày 20 tháng 12 năm 1985 (Age 25) |  | Sheikh Russell Dhaka  |  |  |  |
| 23 | TM | Md. Sahidul Alam Sohel     |                                    |  | Abahani Limited Dhaka |  |  |  |
|    |    |                            |                                    |  |                       |  |  |  |
| 2  | HV | Md. Nasirul Islam Nasir    | ngày 5 tháng 10 năm 1988 (Age 23)  |  | Mohammedan Dhaka      |  |  |  |
| 3  | HV | Md. Razaul Karim           | ngày 1 tháng 7 năm 1987 (Age 24)   |  | Farashganj Dhaka      |  |  |  |
| 14 | HV | Mohd Mamun Mia             | 11 tháng 9 năm 1987 (Age 24)       |  | Abahani Limited Dhaka |  |  |  |
| 5  | HV | Md. Ariful Islam           | ngày 20 tháng 12 năm 1987 (Age 23) |  | Mohammedan Dhaka      |  |  |  |
| 19 | HV | Md. Sujan (Captain)        | ngày 1 tháng 6 năm 1982 (Age 29)   |  | Abahani Limited Dhaka |  |  |  |
|    |    |                            |                                    |  |                       |  |  |  |
| 44 | TV | Mezbabul Haque Manik       |                                    |  | Bangladesh            |  |  |  |
| 6  | TV | Atiqur Rahman Meshu        | ngày 26 tháng 8 năm 1988 (Age 23)  |  | Brothers Union Dhaka  |  |  |  |
| 7  | TV | Pranotosh Kumar Das        |                                    |  | Abahani Limited Dhaka |  |  |  |
| 28 | TV | Mamunul Islam Mamun        | ngày 12 tháng 12 năm 1988 (Age 22) |  | Abahani Limited Dhaka |  |  |  |
| 9  | TV | Towhidul Alam Towhid       |                                    |  | Sheikh Jamal          |  |  |  |
| 12 | TV | Abdul Baten Mojumdar Komol | ngày 2 tháng 8 năm 1987 (Age 24)   |  | Mohammedan Dhaka      |  |  |  |
| 26 | TV | Shahedul Alam Shahed       |                                    |  | Bangladesh            |  |  |  |
| 16 | TV | Md. Alamgir Kabir Rana     |                                    |  | Bangladesh            |  |  |  |
| 20 | TV | Imon Ahmed Babu            |                                    |  | Bangladesh            |  |  |  |
|    |    |                            |                                    |  |                       |  |  |  |
| 10 | TĐ | Jahed Hasan Ameli          | ngày 25 tháng 12 năm 1987 (Age 23) |  | Mohammedan Dhaka      |  |  |  |
| 25 | TĐ | Mithun Chowdury            | ngày 10 tháng 2 năm 1989 (Age 22)  |  | Abahani Chittagong    |  |  |  |
| 48 | TĐ | Md. Shah Alamgir Anik      | ngày 7 tháng 6 năm 1990 (Age 21)   |  | Bangladesh            |  |  |  |
| 15 | TĐ | Abdul Malek                |                                    |  | Bangladesh            |  |  |  |
|    |    |                            |                                    |  |                       |  |  |  |

### Maldives
Huấn luyện viên:  István Urbányi
| 25 | TM | Imran Mohamed         | ngày 18 tháng 12 năm 1980 (Age 30) |  | VB Sports Club                  |  |  |  |
| 18 | TM | Mohamed Faisal        | ngày 8 tháng 4 năm 1988 (Age 23)   |  | Victory Sports Club             |  |  |  |
| 1  | TM | Athif Ahmed           | ngày 25 tháng 5 năm 1988 (Age 23)  |  | Maziya Sports & Recreation Club |  |  |  |
|    |    |                       |                                    |  |                                 |  |  |  |
| 13 | HV | Assad Abdul Ghanee    | ngày 2 tháng 1 năm 1976 (Age 35)   |  | Club Eagles                     |  |  |  |
| 8  | HV | Mohamed Jameel        | ngày 4 tháng 10 năm 1975 (Age 36)  |  | New Radiant Sports Club         |  |  |  |
| 17 | HV | Shafiu Ahmed          | ngày 16 tháng 3 năm 1987 (Age 24)  |  | Victory Sports Club             |  |  |  |
| 19 | HV | Akram Abdul Ghanee    | ngày 19 tháng 3 năm 1987 (Age 24)  |  | Maziya Sports & Recreation Club |  |  |  |
| 20 | HV | Faruhad Ismail        | ngày 7 tháng 5 năm 1979 (Age 32)   |  | VB Sports Club                  |  |  |  |
|    |    |                       |                                    |  |                                 |  |  |  |
| 3  | TV | Mohamed Shifan        | ngày 8 tháng 3 năm 1983 (Age 28)   |  | Victory Sports Club             |  |  |  |
| 4  | TV | Mohamed Umair         | ngày 3 tháng 3 năm 1988 (Age 23)   |  | Victory Sports Club             |  |  |  |
| 16 | TV | Ismail Mohamed        | ngày 16 tháng 3 năm 1980 (Age 31)  |  | VB Sports Club                  |  |  |  |
| 10 | TV | Shamweel Qasim        | ngày 20 tháng 6 năm 1981 (Age 30)  |  | VB Sports Club                  |  |  |  |
| 21 | TV | Hassan Adhuham        | ngày 8 tháng 1 năm 1990 (Age 20)   |  | Victory Sports Club             |  |  |  |
| 5  | TV | Ibrahim Fazeel        | ngày 8 tháng 10 năm 1980 (Age 31)  |  | Victory Sports Club             |  |  |  |
| 32 | TV | Hussain Niyaz Mohamed | ngày 19 tháng 3 năm 1987(Age 24)   |  | Maziya Sports & Recreation Club |  |  |  |
|    |    |                       |                                    |  |                                 |  |  |  |
| 7  | TĐ | Ali Ashfaq (Captain)  | 5 tháng 9 năm 1985 (Age 26)        |  | VB Sports Club                  |  |  |  |
| 12 | TĐ | Ali Fasir             | 4 tháng 9 năm 1988 (Age 23)        |  | Victory Sports Club             |  |  |  |
| 11 | TĐ | Ashad Ali             | 14 tháng 9 năm 1986 (Age 25)       |  | VB Sports Club                  |  |  |  |
| 9  | TĐ | Ahmed Thariq          | ngày 4 tháng 10 năm 1984 (Age 27)  |  | New Radiant Sports Club         |  |  |  |
| 6  | TĐ | Mohamed Arif          | ngày 11 tháng 8 năm 1985 (Age 26)  |  | VB Sports Club                  |  |  |  |
|    |    |                       |                                    |  |                                 |  |  |  |

### Pakistan
Huấn luyện viên:  Zaviša Milosavljević

| 1  | TM | Jaffar Khan (c) | 10 tháng 3, 1981 |  |  | Pakistan Army F.C.   |  |  |
| 23 | TM | Saquib Hanif    |                  |  |  | Pakistan             |  |  |
| 22 | TM | Muzamil Hussain | 28 tháng 8, 1983 |  |  | Pakistan             |  |  |
|    |    |                 |                  |  |  |                      |  |  |
| 4  | HV | Kamran Khan     | 3 tháng 9, 1985  |  |  | KRL F.C.             |  |  |
| 5  | HV | Samar Ishaq     | 1 tháng 1, 1986  |  |  | KRL F.C.             |  |  |
| 16 | HV | Manzoor Ahmed   | 2 tháng 1, 1992  |  |  | WAPDA F.C.           |  |  |
| 2  | HV | Naveed Ahmed    |                  |  |  | Pakistan             |  |  |
| 19 | HV | Md. Rizwan Asif |                  |  |  | Pakistan             |  |  |
| 3  | HV | Mohammad Ahmed  | 3 tháng 1, 1988  |  |  | WAPDA F.C.           |  |  |
| 14 | HV | Alamgir Khan    |                  |  |  | Pakistan             |  |  |
|    |    |                 |                  |  |  |                      |  |  |
| 6  | TV | Atif Bashir     | 3 tháng 4, 1985  |  |  | Barry Town           |  |  |
| 8  | TV | Adnan Ahmed     | 7 tháng 6, 1984  |  |  | Bradford Park Avenue |  |  |
| 7  | TV | Faisal Iqbal    | 8 tháng 4, 1992  |  |  | NBP F.C.             |  |  |
| 13 | TV | Ansar Abbas     |                  |  |  | Pakistan             |  |  |
| 10 | TV | Kalim Ullah     | 9 tháng 8, 1992  |  |  | KRL F.C.             |  |  |
| 20 | TV | Saddam Hussain  |                  |  |  | Pakistan             |  |  |
| 21 | TV | Muhammad Adil   | 9 tháng 7, 1992  |  |  | KRL F.C.             |  |  |
| 17 | TV | Muhammad Ikram  |                  |  |  | Pakistan             |  |  |
|    |    |                 |                  |  |  |                      |  |  |
| 11 | TĐ | Jadid Khan      | 6 tháng 1, 1989  |  |  | Afghan Club          |  |  |
| 9  | TĐ | Junaid Qadir    |                  |  |  | Pakistan             |  |  |
| 15 | TĐ | Hassnain Abbas  | 10 tháng 3, 1990 |  |  | KRL F.C.             |  |  |
| 18 | TĐ | Shakir Lashari  |                  |  |  | Pakistan             |  |  |

### Nepal
Huấn luyện viên:  Graham Roberts
| 1  | TM | Bikash Malla         | 15 tháng 8, 1985  |  | Nepal Army Club          |  |  |  |
| 16 | TM | Kiran Kumar Limbu    |                   |  | Three Star Club          |  |  |  |
| 20 | TM | Ritesh Thapa         | 2 tháng 10, 1984  |  | Nepal Police Club        |  |  |  |
|    |    |                      |                   |  |                          |  |  |  |
| 2  | HV | Rabin Shrestha       | 26 tháng 12, 1990 |  | Nepal Police Club        |  |  |  |
| 3  | HV | Biraj Maharjan       | 3 tháng 10, 1987  |  | Three Star Club          |  |  |  |
| 5  | HV | Bikash Singh Chhetri | 13 tháng 1, 1988  |  | Three Star Club          |  |  |  |
| 13 | HV | Sandeep Rai          | 25 tháng 8, 1988  |  | Manang Marsyangdi Club   |  |  |  |
| 19 | HV | Sagar Thapa          | 19 tháng 1, 1984  |  | Himalayan Sherpa Club    |  |  |  |
| 23 | HV | Dipak Bhushal        | 22 tháng 1, 1990  |  | Manang Marsyangdi Club   |  |  |  |
| 32 | HV | Rohit Chand          | 1 tháng 3, 1992   |  | Free Agent               |  |  |  |
|    |    |                      |                   |  |                          |  |  |  |
| 7  | TV | Bijaya Gurung        | 11 tháng 10, 1985 |  | Three Star Club          |  |  |  |
| 8  | TV | Nirajan Khadka       | 20 tháng 12, 1988 |  | Manang Marsyangdi Club   |  |  |  |
| 15 | TV | Raju Tamang          | 27 tháng 10, 1985 |  | Nepal Army Club          |  |  |  |
| 17 | TV | Bhola Silwal         | 4 tháng 1, 1987   |  | Nepal Police Club        |  |  |  |
| 22 | TV | Jagjit Shrestha      | 10 tháng 8, 1992  |  | Himalayan Sherpa Club    |  |  |  |
|    |    |                      |                   |  |                          |  |  |  |
| 4  | TĐ | Sujal Shrestha       | 5 tháng 2, 1992   |  | Manang Marsyangdi Club   |  |  |  |
| 9  | TĐ | Santosh Sahukhala    | 10 tháng 1, 1988  |  | Manang Marsyangdi Club   |  |  |  |
| 10 | TĐ | Anil Gurung          | 23 tháng 9, 1988  |  | Persisam Putra Samarinda |  |  |  |
| 11 | TĐ | Ju Manu Rai          | 1 tháng 3, 1983   |  | Nepal Police Club        |  |  |  |
| 21 | TĐ | Bharat Khawas        | 16 tháng 4, 1992  |  | Nepal Police Club        |  |  |  |